# Eupithecia multa
Eupithecia multa är en fjärilsart som beskrevs av András Vojnits 1981. Eupithecia multa ingår i släktet Eupithecia och familjen mätare. Inga underarter finns listade i Catalogue of Life.